# Danh sách trường trung học phổ thông tại Thái Bình
Dưới đây là danh sách cơ sở giáo dục THPT tại tỉnh Thái Bình, được quản lý bởi Sở Giáo dục và Đào tạo tỉnh.

## I. Các trường tại thành phốThái Bình
| STT                       | Tên trường                                                                 | Thành lập                 | Địa chỉ                                                            | Ghi chú (trực thuộc cơ quan)                       |
| Trường chuyên và công lập | Trường chuyên và công lập                                                  | Trường chuyên và công lập | Trường chuyên và công lập                                          | Trường chuyên và công lập                          |
| ------------------------- | -------------------------------------------------------------------------- | ------------------------- | ------------------------------------------------------------------ | -------------------------------------------------- |
| 1                         | Trường THPT Chuyên Thái Bình                                               | 1988                      | Số 386A, Đường Phan Bá Vành - Phường Quang Trung - Tp. Thái Bình   |                                                    |
| 2                         | Trường THPT Lê Quý Đôn                                                     | 1957                      | Số 343, Đường Lý Bôn - Phường Đề Thám - Tp. Thái Bình              |                                                    |
| 3                         | Trường THPT Nguyễn Đức Cảnh                                                | 1985                      | Số 24, Đường Đinh Tiên Hoàng - Phường Kỳ Bá - Tp. Thái Bình        |                                                    |
| 4                         | Trường TH, THCS và THPT Quách Đình Bảo                                     | 2022                      | Số 100, Đường Chu Văn An - Phường Quang Trung - Tp. Thái Bình      | Trường Cao đẳng Sư phạm Thái Bình                  |
| Trường tư thục            |                                                                            |                           |                                                                    |                                                    |
| 5                         | Trường THPT Nguyễn Công Trứ                                                | 1996                      | Số 4, Đường Kim Đồng - Phường Trần Hưng Đạo - Tp. Thái Bình        |                                                    |
| 6                         | Trường TH, THCS và THPT Marie Curie Thái Bình                              | 2024                      | Số 1, Đường Lý Thái Tổ - Phường Kỳ Bá - Tp. Thái Bình              |                                                    |
| 7                         | Trường TH, THCS và THPT Asahi Thái Bình                                    | 2025                      | Đường Hoàng Văn Thái - Xã Vũ Chính - Tp. Thái Bình                 | Công ty TNHH Học viện quản lý giáo dục quốc tế ATI |
| Cơ sở giáo dục khác       |                                                                            |                           |                                                                    |                                                    |
| 8                         | Trung tâm Giáo dục nghề nghiệp - giáo dục thường xuyên thành phố Thái Bình |                           | Số 117, Đường Hoàng Công Chất - Phường Quang Trung - Tp. Thái Bình |                                                    |

## II. Các trường tại huyệnQuỳnh Phụ
| STT                 | Tên trường                                                             | Thành lập       | Địa chỉ                              | Ghi chú         |
| Trường công lập     | Trường công lập                                                        | Trường công lập | Trường công lập                      | Trường công lập |
| ------------------- | ---------------------------------------------------------------------- | --------------- | ------------------------------------ | --------------- |
| 1                   | Trường THPT Quỳnh Côi                                                  | 1962            | Thị trấn Quỳnh Côi - Huyện Quỳnh Phụ |                 |
| 2                   | Trường THPT Phụ Dực                                                    | 1965            | Thị trấn An Bài - Huyện Quỳnh Phụ    |                 |
| 3                   | Trường THPT Quỳnh Thọ                                                  | 1980            | Xã Quỳnh Thọ - Huyện Quỳnh Phụ       |                 |
| Trường tư thục      |                                                                        |                 |                                      |                 |
| 4                   | Trường THPT Nguyễn Huệ                                                 | 1997            | Xã Quỳnh Hưng - Huyện Quỳnh Phụ      |                 |
| 5                   | Trường THPT Trần Quốc Tuấn                                             | 2002            | Xã An Vũ - Huyện Quỳnh Phụ           |                 |
| Cơ sở giáo dục khác |                                                                        |                 |                                      |                 |
| 6                   | Trung tâm Giáo dục nghề nghiệp - giáo dục thường xuyên huyện Quỳnh Phụ |                 |                                      |                 |

## III. Các trường tại huyệnHưng Hà
| STT                 | Tên trường                                                           | Thành lập       | Địa chỉ                            | Ghi chú         |
| Trường công lập     | Trường công lập                                                      | Trường công lập | Trường công lập                    | Trường công lập |
| ------------------- | -------------------------------------------------------------------- | --------------- | ---------------------------------- | --------------- |
| 1                   | Trường THPT Bắc Duyên Hà                                             | 1960            | Thị trấn Hưng Hà - Huyện Hưng Hà   |                 |
| 2                   | Trường THPT Hưng Nhân                                                | 1965            | Thị trấn Hưng Nhân - Huyện Hưng Hà |                 |
| 3                   | Trường THPT Nam Duyên Hà                                             | 1967            | Xã Minh Hoà - Huyện Hưng Hà        |                 |
| 4                   | Trường THPT Đông Hưng Hà                                             | 1987            | Xã Hùng Dũng - Huyện Hưng Hà       |                 |
| Trường tư thục      |                                                                      |                 |                                    |                 |
| 5                   | Trường THPT Trần Thị Dung                                            | 1998            | Thị trấn Hưng Nhân - Huyện Hưng Hà |                 |
| Cơ sở giáo dục khác |                                                                      |                 |                                    |                 |
| 6                   | Trung tâm Giáo dục nghề nghiệp - giáo dục thường xuyên huyện Hưng Hà |                 |                                    |                 |

## IV. Các trường tại huyệnĐông Hưng
| STT                 | Tên trường                                                             | Thành lập       | Địa chỉ                              | Ghi chú         |
| Trường công lập     | Trường công lập                                                        | Trường công lập | Trường công lập                      | Trường công lập |
| ------------------- | ---------------------------------------------------------------------- | --------------- | ------------------------------------ | --------------- |
| 1                   | Trường THPT Nam Đông Quan                                              | 1965            | Xã Đông Á - Huyện Đông Hưng          |                 |
| 2                   | Trường THPT Tiên Hưng                                                  | 1965            | Xã Minh Tân - Huyện Đông Hưng        |                 |
| 3                   | Trường THPT Bắc Đông Quan                                              | 1967            | Thị trấn Đông Hưng - Huyện Đông Hưng |                 |
| 4                   | Trường THPT Mê Linh                                                    | 1978            | Xã Mê Linh - Huyện Đông Hưng         |                 |
| Trường tư thục      |                                                                        |                 |                                      |                 |
| 5                   | Trường THPT Đông Quan                                                  | 1998            | Thị trấn Đông Hưng - Huyện Đông Hưng |                 |
| Cơ sở giáo dục khác |                                                                        |                 |                                      |                 |
| 6                   | Trung tâm Giáo dục nghề nghiệp - giáo dục thường xuyên huyện Đông Hưng |                 |                                      |                 |

## V. Các trường tại huyệnVũ Thư
| STT                 | Tên trường                                                          | Thành lập       | Địa chỉ                        | Ghi chú         |
| Trường công lập     | Trường công lập                                                     | Trường công lập | Trường công lập                | Trường công lập |
| ------------------- | ------------------------------------------------------------------- | --------------- | ------------------------------ | --------------- |
| 1                   | Trường THPT Nguyễn Trãi                                             | 1965            | Xã Hòa Bình - Huyện Vũ Thư     |                 |
| 2                   | Trường THPT Vũ Tiên                                                 | 1965            | Xã Việt Thuận - Huyện Vũ Thư   |                 |
| 3                   | Trường THPT Lý Bôn                                                  | 1968            | Xã Hiệp Hoà - Huyện Vũ Thư     |                 |
| 4                   | Trường THPT Phạm Quang Thẩm                                         | 2002            | Xã Vũ Tiến - Huyện Vũ Thư      |                 |
| Trường tư thục      |                                                                     |                 |                                |                 |
| 5                   | Trường THPT Lạc Long Quân                                           | 1997            | Thị trấn Vũ Thư - Huyện Vũ Thư |                 |
| Cơ sở giáo dục khác |                                                                     |                 |                                |                 |
| 6                   | Trung tâm Giáo dục nghề nghiệp - giáo dục thường xuyên huyện Vũ Thư |                 |                                |                 |

## VI. Các trường tại huyệnKiến Xương
| STT                 | Tên trường                                                              | Thành lập       | Địa chỉ                                | Ghi chú         |
| Trường công lập     | Trường công lập                                                         | Trường công lập | Trường công lập                        | Trường công lập |
| ------------------- | ----------------------------------------------------------------------- | --------------- | -------------------------------------- | --------------- |
| 1                   | Trường THPT Nguyễn Du                                                   | 1965            | Thị trấn Kiến Xương - Huyện Kiến Xương |                 |
| 2                   | Trường THPT Bắc Kiến Xương                                              | 1966            | Xã Nam Cao - Huyện Kiến Xương          |                 |
| 3                   | Trường THPT Chu Văn An                                                  | 1972            | Xã Vũ Quý - Huyện Kiến Xương           |                 |
| 4                   | Trường THPT Bình Thanh                                                  | 1976            | Xã Bình Thanh - Huyện Kiến Xương       |                 |
| Trường tư thục      |                                                                         |                 |                                        |                 |
| 5                   | Trường THPT Hồng Đức                                                    | 1997            | Thị trấn Kiến Xương - Huyện Kiến Xương |                 |
| Cơ sở giáo dục khác |                                                                         |                 |                                        |                 |
| 6                   | Trung tâm Giáo dục nghề nghiệp - giáo dục thường xuyên huyện Kiến Xương |                 |                                        |                 |

## VII. Các trường tại huyệnTiền Hải
| STT                 | Tên trường                                                            | Thành lập       | Địa chỉ                            | Ghi chú         |
| Trường công lập     | Trường công lập                                                       | Trường công lập | Trường công lập                    | Trường công lập |
| ------------------- | --------------------------------------------------------------------- | --------------- | ---------------------------------- | --------------- |
| 1                   | Trường THPT Tây Tiền Hải                                              | 1961            | Thị trấn Tiền Hải - Huyện Tiền Hải |                 |
| 2                   | Trường THPT Nam Tiền Hải                                              | 1967            | Xã Nam Trung - Huyện Tiền Hải      |                 |
| 3                   | Trường THPT Đông Tiền Hải                                             | 1980            | Xã Đông Xuyên - Huyện Tiền Hải     |                 |
| Trường tư thục      |                                                                       |                 |                                    |                 |
| 4                   | Trường THPT Hoàng Văn Thái                                            | 1998            | Thị trấn Tiền Hải - Huyện Tiền Hải |                 |
| Cơ sở giáo dục khác |                                                                       |                 |                                    |                 |
| 5                   | Trung tâm Giáo dục nghề nghiệp - giáo dục thường xuyên huyện Tiền Hải |                 |                                    |                 |

## VIII. Các trường tại huyệnThái Thụy
| STT                 | Tên trường                                                             | Thành lập       | Địa chỉ                              | Ghi chú         |
| Trường công lập     | Trường công lập                                                        | Trường công lập | Trường công lập                      | Trường công lập |
| ------------------- | ---------------------------------------------------------------------- | --------------- | ------------------------------------ | --------------- |
| 1                   | Trường THPT Thái Ninh                                                  | 1962            | Xã Thái Hưng - Huyện Thái Thụy       |                 |
| 2                   | Trường THPT Đông Thụy Anh                                              | 1965            | Xã Thụy Hà - Huyện Thái Thụy         |                 |
| 3                   | Trường THPT Tây Thụy Anh                                               | 1967            | Xã Thụy Sơn - Huyện Thái Thụy        |                 |
| 4                   | Trường THPT Thái Phúc                                                  | 1972            | Xã Thái Phúc - Huyện Thái Thụy       |                 |
| Trường tư thục      |                                                                        |                 |                                      |                 |
| 5                   | Trường THPT Diêm Điền                                                  | 1997            | Thị trấn Diêm Điền - Huyện Thái Thụy |                 |
| Cơ sở giáo dục khác |                                                                        |                 |                                      |                 |
| 6                   | Trung tâm Giáo dục nghề nghiệp - giáo dục thường xuyên huyện Thái Thụy |                 |                                      |                 |